# 행크 아자리아
행크 아자리아(Hank Alber Azaria, 1964년 4월 25일 ~ )는 미국의 배우이다. 영화 개구쟁이 스머프에서 가가멜역으로 출연했다.마법사역으로 출연하기도 한다. 대표작은 심슨 가족으로 모, 아푸 등을 연기했다.

## 출연
- 2013년: 개구쟁이 스머프2 (The Smurfs 2) - 가가멜 역
- 2011년: 개구쟁이 스머프 (The Smurfs) - 가가멜 역
- 2010년: 러브&드럭스 (Love and Other Drugs) - 나이트 박사 역
- 2009년: 서기 1년 (Year One) - 아브라함 역
- 2009년: 박물관이 살아있다 2 (Night at the Museum 2 : Battle of the Smithsonian) - 카문라 역
- 2007년: 런 팻보이 런 (Run Fatboy Run) - 휘트 역
- 2005년: 아리스토캣 (The Aristocrats)
- 2004년: 폴리와 함께 (Along Came Polly)
- 2004년: 유러지 (Eulogy) - 다니엘 콜린스 역
- 2001년: 아메리칸 스윗하트 (America's Sweethearts) - 헥터 고르곤졸라스 역
- 2001년: 업라이징 (Uprising) - 모데카이 역
- 1999년: 미스터리 맨 (Mystery Men) - 블루 라자/제프 역
- 1999년: 미스터리 알래스카 (Mystery, Alaska) - 찰리 대너 역
- 1999년: 크레이들 윌 락 (Cradle Will Rock)
- 1998년: 위대한 유산 (Great Expectations) - 월터 플레인 역
- 1998년: 셀러브리티 (Celebrity) - 데이빗 역
- 1998년: 고질라 (Godzilla) - 애니멀 팰로티 역
- 1998년: 모리와 함께한 화요일 (Tuesday woth morrie)
- 1997년: 그로스 포인트 블랭크 (Grosse Pointe Blank) - 스티븐 라드너 역
- 1994년: 퀴즈 쇼 (Quiz Show) - 알버트 프리드만 역
- 1990년: 귀여운 여인 (Pretty Woman) - 형사 역
- 1988년: 냉혹한 관계 (Cool Blue) - 버즈 역